# Cees ten Cate

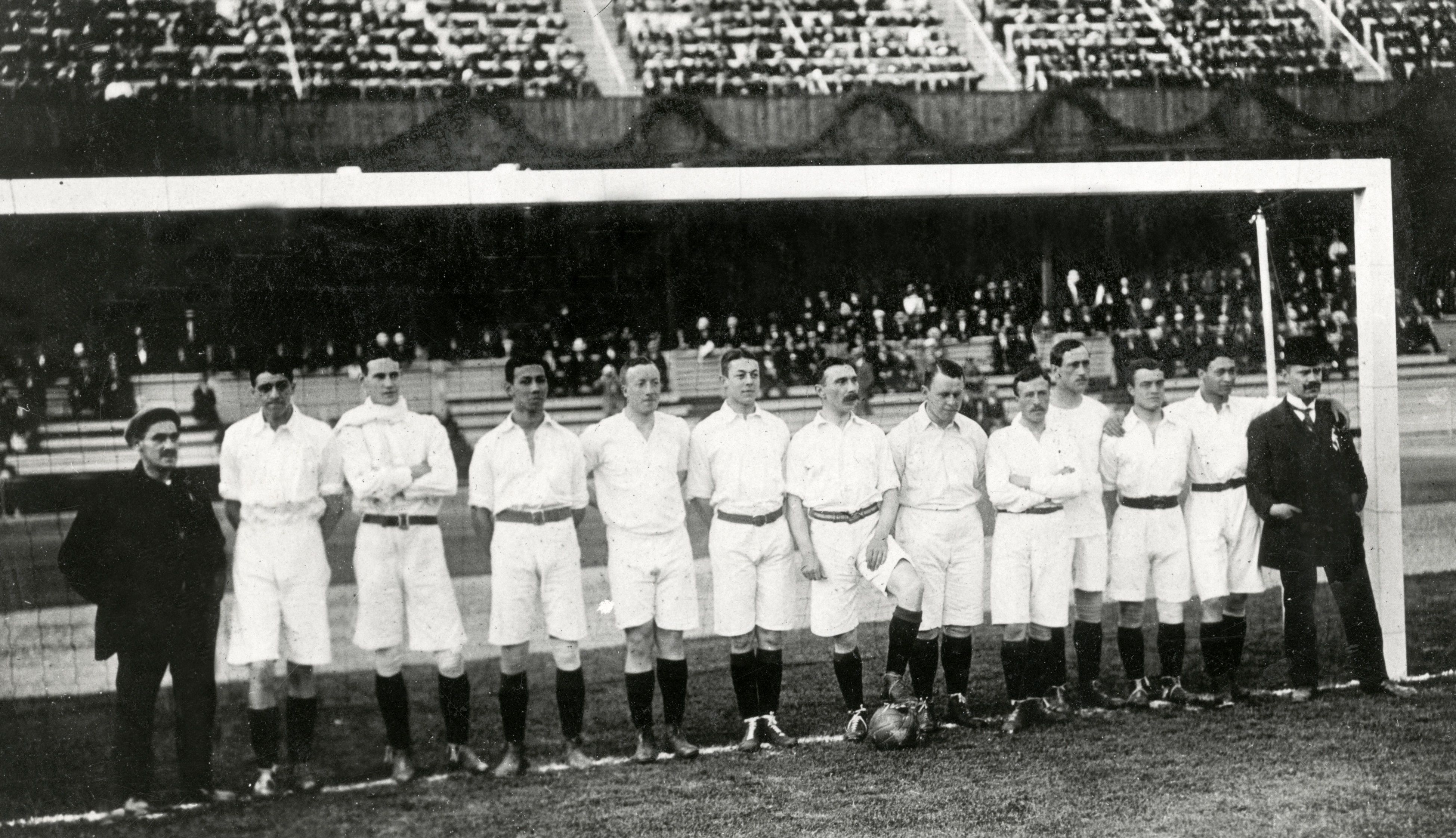
Niederländische Nationalmannschaft mit Cees ten Cate (Olympische Sommerspiele 1912)

Caesar Herman „Cees“ ten Cate (* 20. August 1890 in Ngawi, Jawa Timur; † 9. Juni 1972 in Amsterdam) war ein niederländischer Fußballspieler.

## Karriere
Cees ten Cate spielte für den in Haarlem ansässigen Koninklijke HFC. Nach Beendigung seines Studiums zog er zurück in seine Heimat Niederländisch-Indien.
Er bestritt seine drei Länderspiele für die Nationalmannschaft während des olympischen Fußballturniers 1912 und erzielte im Viertelfinale gegen Österreich ein Tor. Mit der niederländischen Mannschaft gewann er die Bronzemedaille.